# 松屋産業
松屋産業株式会社（まつやさんぎょう かぶしきがいしゃ）は、山口県岩国市に本社を置く企業。主に建設資材、生コンクリート、格子型手すりの販売を手掛けている。

## 沿革
- 1933年（昭和8年）4月 - 松屋商店として創業。
- 1948年（昭和23年）12月16日 - 株式会社に組織変更。
- 1959年（昭和34年）5月 - 松屋産業株式会社に商号変更。

## その他
- 1989年より岩国異分野交流会にて情報交流を深めている。
- 1996年より福祉の研究グループを結成した。
  - その中で松屋産業は福祉の手すりを研究し、『テスリックス』を開発した。
- 1998年8月に放送されたNHKスペシャル「原爆投下・10秒の衝撃」にて、松屋産業株式会社制作の『原爆ドーム在りし日の姿』のCGが採用された。
- 錦帯橋の世界文化遺産化への運動の一環として、錦帯橋の研究PRに努めている。
- 2001年に錦帯橋のアーチ形状がカテナリー（懸垂線）であることを発表した[2]。
- 2009年に日本コンクリート工学会が発行する会誌「コンクリート工学」において、(松塚展門 2009)を発表した。
- 錦帯橋の平成の架け替え工事に元請である岩国建築協同組合の一員として参画した。（第1期工事 平成13年12月～平成14年3月、第2期工事 平成14年11月～平成15年3月、第3期工事 平成15年11月～平成16年3月
- 2023年に350年間謎であった錦帯橋アーチ設計法解明[3]。